# Tumulus von Mané-Becker-Noz
 Der Tumulus von Mané-Becker-Noz (auch Mané Becker Noz) liegt südlich von Kergroix und Saint-Pierre-Quiberon auf der Halbinsel Quiberon im Département Morbihan in der Bretagne in Frankreich.
1865 wurden bei Erdarbeiten am Tumulus menschliche Knochen und Grabbeigaben in Steinkisten aus Granitplatten gefunden. Abbe Lavenot, Pfarrer von Quiberon, schrieb über die Entdeckung: „In den letzten 20 Jahren wurden etwa 25 andere Steinkammern auf dem Hügel gefunden“. Von Gustave de Closmadeuc (1828–1918) wurden in der Folge sieben Steinkisten gefunden. 1911 ermittelte Zacharie Le Rouzic (1864–1939) einen Rundhügel mit einem Durchmesser von etwa zehn Metern und einer Höhe von 2,0 Metern.
Der Ursprung des Namens „Mané Becker Noz“ erklärt sich wie folgt: Es gibt 150 Meter vom Grabhügel entfernt einen Ort namens Mane-Beleg, (deutsch „Berg des Priesters“). Bis 1795 erfolgten dort Hinrichtungen. Daher kann die Legende des Namens Mane Becker Noz (bretonisch noz = Nacht) stammen.
Der Tumulus ist seit 1913 als Monument historique eingetragen.